# Гренада на Паралимпийских играх
Гренада на Паралимпийских играх впервые приняли участие в 2020 году на летних Играх в Токио. На зимних Играх делегация Гренады участия пока не принимала. Медалей на Играх спортсмены Гренады пока не завоевали.